# 梅瑟生–史達實驗

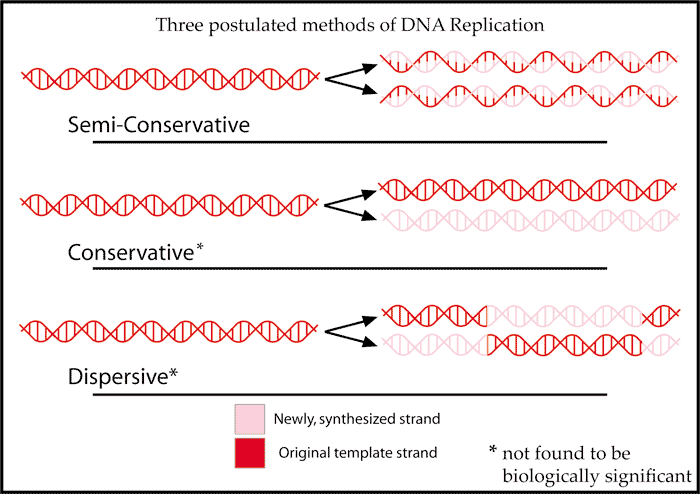
DNA複製的三種模型，由上到下分別是：半保留式、全保留式，以及分散式。

梅瑟生-史達實驗（Meselson-Stahl experiment）是馬修·梅瑟生（Matthew Meselson）與富蘭克林·史達（Franklin Stahl）在1958年所作的實驗，該實驗證明了由華生及克里克所提出的DNA複製的半保留性質假說。在半保留複製中，當雙鏈DNA螺旋被複製時，兩個新的雙鏈DNA螺旋中的每一個都由一條來自原始螺旋的鏈和一條新合成的鏈組成。此實驗被稱為「生物學中最美的實驗」。

## 實驗過程與結果
氮是DNA的重要组成部分，氮14（14N）则是氮中最常见的同位素，而较重的氮15（15N）在自然界也可以独立存在，并不具有放射性，只是相对比重较大。
實驗首先將大腸桿菌培養在含有氮15的培養基之中數個世代，等這些細菌的DNA只含有氮15N之後，再放入含有氮14的培養基中培养，培养1代后，抽取样本提取DNA，再采用氯化铯密度梯度离心法分析。結果發現提取的DNA样本分子密度从0代（高密度）至1代（中等密度）减少，位于氮15和氮14之间，DNA所含氮15及氮14的密度相等。如果複製為全保留，那麼將只有氮15及氮14兩種DNA的存在。最終實驗結果與半保留複製假說一致。

## 原始論文
- Meselson, M; Stahl, F.W. . Proc. Natl. Acad. Sci. U.S.A.. 1958, 44 (7): 671–82  [2020-07-01]. PMID 16590258. doi:10.1073/pnas.44.7.671. （原始内容存档于2020-07-19）.